# Marsdenia schlechteriana
Marsdenia schlechteriana är en oleanderväxtart som beskrevs av Rothe. Marsdenia schlechteriana ingår i släktet Marsdenia och familjen oleanderväxter. Inga underarter finns listade i Catalogue of Life.